# Hugh Downs

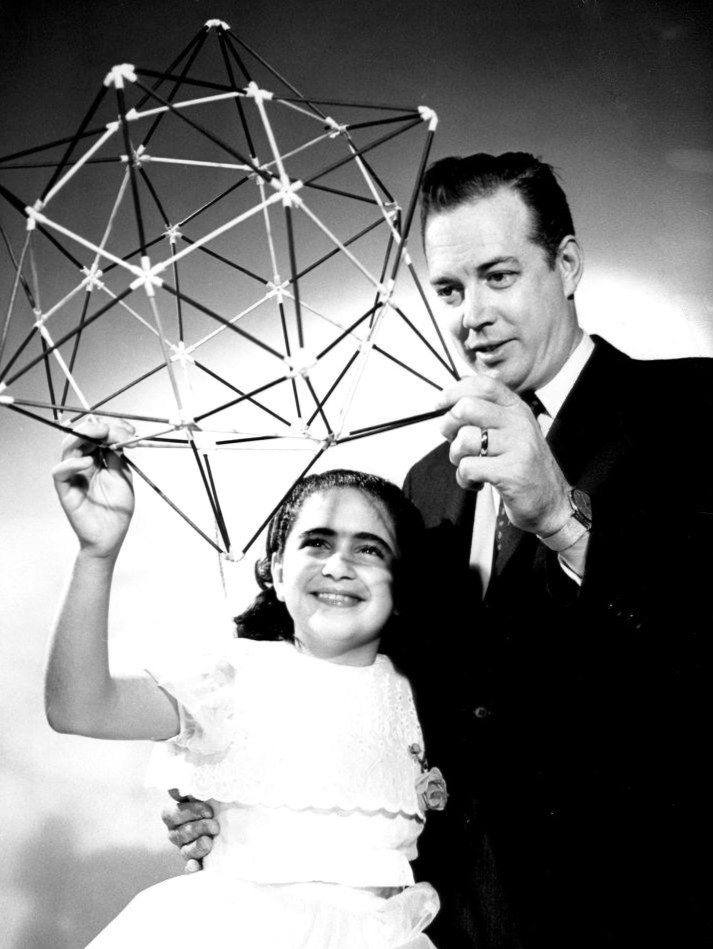
Downs y su hija, Deirdre (1960)

Hugh Malcolm Downs (Akron, Ohio; 14 de febrero de 1921-Scottsdale, Arizona; 1 de julio de 2020) fue un presentador de televisión, locutor radial y autor estadounidense con una carrera que se extendió desde los años 1940 hasta finales de la década de 1990. Downs presentó los programas Tonight Starring Jack Paar entre 1957 y 1962, Today de 1962 a 1971, Concentration de 1958 a 1969 y 20/20 entre 1978 y 1999.
Comenzó en la televisión en vivo en 1945 en Chicago, donde se convirtió en un habitual de varios programas de difusión nacional durante la siguiente década. Se mudó a la ciudad de Nueva York en 1954. Presentó además los programas de entrevistas Over Easy y Not for Women Only.
Falleció en su casa de Scottsdale, Arizona el 1 de julio de 2020 —o el 2 julio— por causas naturales.

## Filmografía

### Apariciones en películas
- A Global Affair (1964) como él mismo
- Survival of Spaceship Earth (1972) como un entrevistado
- Nothing by Chance (1975) como un productor ejecutivo
- Oh, God! Book II (1980) como un presentador de noticias
- Someone Like You (2001) como él mismo